# Metròpolis de Lídia
Metròpolis de Lídia (en grec antic Μητρόπολις, també coneguda com a Metròpolis de Jònia) era una ciutat de Lídia, situada a la plana del riu Caïstre, prop de l'actual Torbalı, al camí entre Esmirna i Efes, a una distància de 120 estadis d'Efes i 180 d'Esmirna i segons Estrabó i Plini el Vell, les terres de vora la ciutat produïen un vi molt apreciat.
La ciutat es troba a uns 40 quilòmetres al sud-est de la moderna metròpoli turca d'Izmir. El professor Recep Meriç, de la Universitat Dokuz Eylül a Izmir, va començar amb el treball de camp a la ciutat el 1972. Les excavacions iniciades el 1989 han tret a la llum restes dels períodes hel·lenístic, de l'antiga Roma, l'Imperi Romà d'Orient i de l'Imperi Otomà. És possible que els habitants de Metròpolis haguessin mantingut contactes amb els primers habitants de Troia, en el Neolític tardà. Hi ha restes que confirmarien una possible influència dels hitites; de fet, hi havia un Regne hitita tan sols a 30 km d'aquest indret.

## Galeria

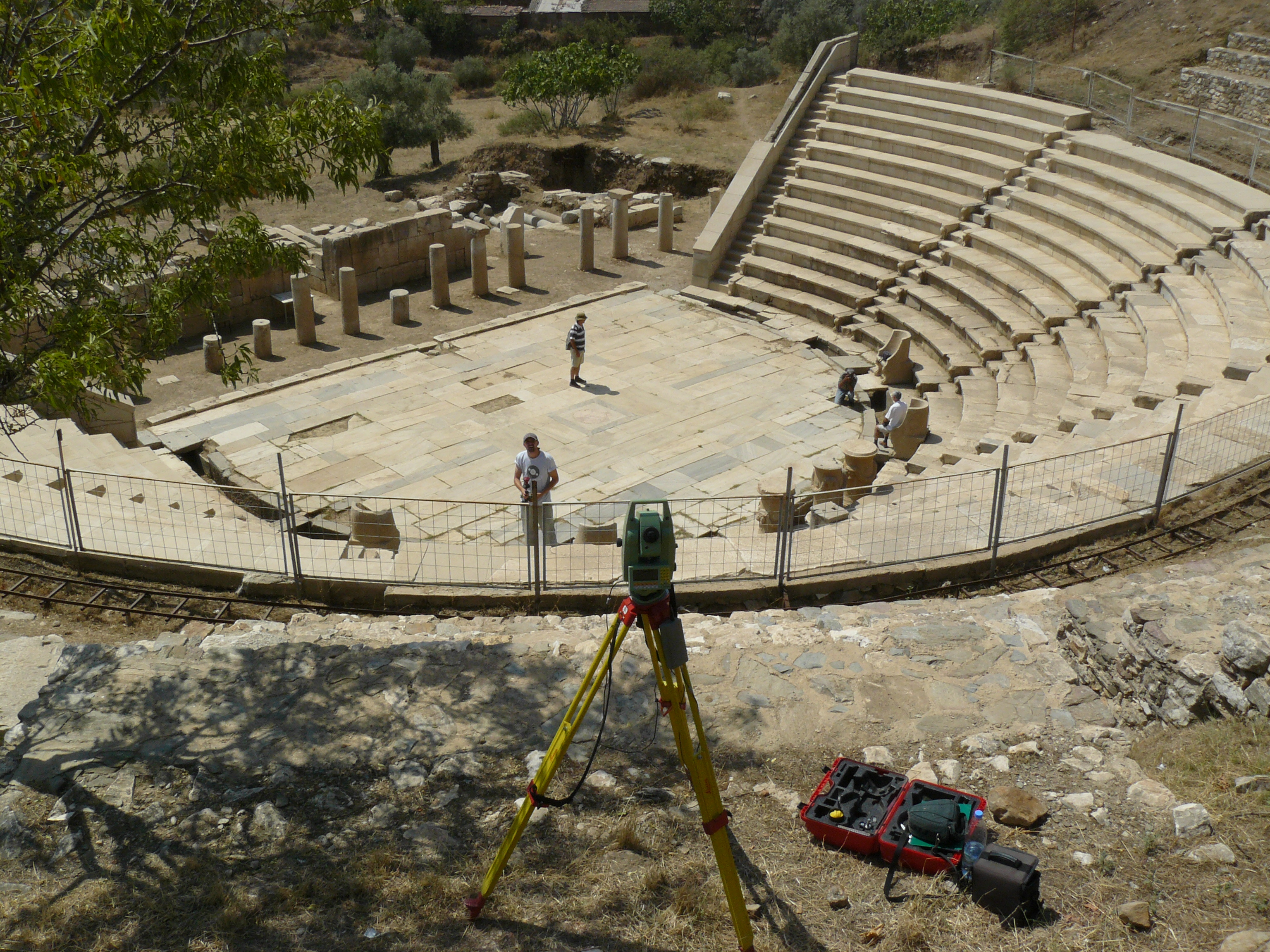
El teatre de Metròpolis
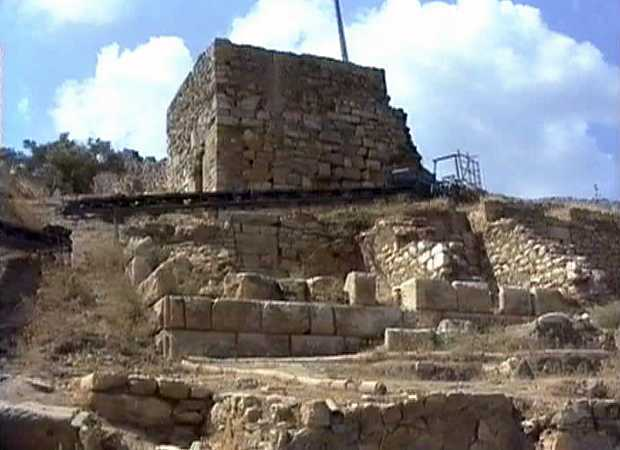
Part de les fortificacions de Metròpolis
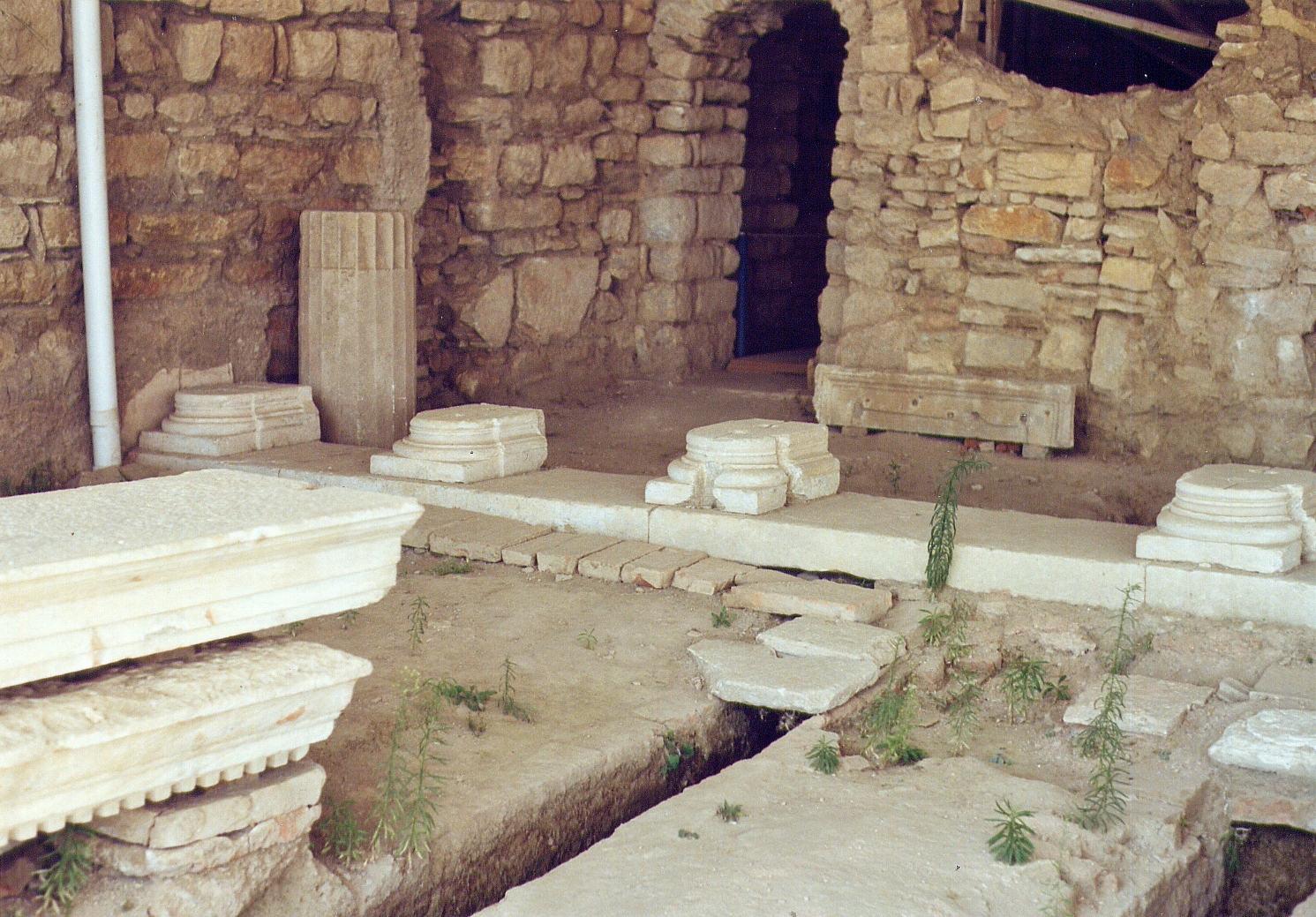